# Anopheles aberrans
Anopheles aberrans är en tvåvingeart som beskrevs av Bruce A. Harrison och John E. Scanlon 1975. Anopheles aberrans ingår i släktet Anopheles och familjen stickmyggor.
Artens utbredningsområde är Thailand. Inga underarter finns listade i Catalogue of Life.